# Єрьомін Борис Олександрович
Єрьомін Борис Олександрович (нар. 15 жовтня 1948, с. Уч-Теркес м. Джалал-Абада Ошської області, Киргизька РСР) — живописець, Заслужений художник України (2009), член НСХУ з 1980 р.  

## Біографія
У 1969 році закінчив Луганське (Ворошиловградське) художнє училище (педагог за фахом — Т. М. Капканець). Мешкає та працює у місті Донецьку. У 1991-1992 роках працював творчо у місті Єрусалим, Ізраїль. 
Обирався головою ревізійної комісії Донецької організації НСХУ, членом правління (2001), головою комісії по роботі з творчою молоддю, заступником голови правління по творчій роботі. Бере участь у благодійних акціях, зокрема виконав розпис фасаду оздоровчого комплексу для дітей-сиріт «Смарагдове місто» (м. Святогірськ).
Учасник всеукраїнських, всесоюзних, республіканських, обласних та міжнародних мистецьких виставок у тому числі в Єрусалимі, Тель-Авіві, Хайфі, Ейлаті (Ізраїль, 1992); Лос-Анджелесі, Сан-Франциско, Мемфісі, Денвері, 1993). Також брав участь у міжнародних фестивалях, пленерах та творчих групах, у тому числі «Стан-3600» заводу Азовсталь, «Донецький пленер», «Мальовнича Тростянеччина», присвячених 1500-річчю Києва, 125-річчю з дня народження Давида Бурлюка, ХІХ Міжнародного рєпінського пленеру  Лауреат обласної виставки-конкурсу «Донецьк і донеччани» (2004).
Твори Б. О. Єрьоміна знаходяться у музеях України, РФ, Білорусі, Ізраїлю, Канади, Лівану, Німеччини, США, Швеції, Польщі, Франції, Великої Британії, Австрії, Бельгії та інших країн світу.    

## Персональні виставки
- 1992 — Єрусалим.
- 1993, 1993, 1994, 1996, 1997, 1998, 2001, 2008 — Донецьк.
- 2003 — Одеса.
- 2008 — Київ.
- 2013 — Кировоград.

## Нагороди
- Заслужений художник України (2009) [2]
- Диплом міжнародного фестивалю «Одеса-АРТ»
- Почесна грамота ЦК ЛКСМУ (1981)